# Блейден, Рональд
Рональд Блейден (англ. Ronald Bladen; 1918—1988) — американский художник и скульптор, которого называли одной из отцовских фигур минимал-арта. На него оказали влияние европейский конструктивизм, американская живопись жёстких контуров, а также такие скульпторы, как Исаму Ногучи и Дэвид Смит. Блейден же, в свою очередь, повлиял на нескольких молодых художников, среди которых были Карл Андре, Сол Левитт и Дональд Джадд. В 1970 году Рональд Блейден удостоился членства в John Simon Guggenheim Memorial Foundation.

## Биография
Чарльз Рональд Уэйлз Блейден родился 13 июля 1918 года в ванкуверской семье британцев, эмигрировавших в Канаду. Его мать училась в Сорбонне в Париже и была активисткой суфражистского движения. В 1922 семья перебралась в американский штат Вашингтон, но затем вернулась в Канаду и жила в Британской Колумбии.
Рональд с юных лет проявил талант и любовь к искусству. В 1939 году он переехал в Сан-Франциско, где учился в Калифорнийской школе изящных искусств (сегодня Институт искусств Сан-Франциско). В 1941 Блейден был призван в армию, но затем признан негодным для службы. Его обязали работать в судостроении. Это принесло ему пользу, так как полученные на верфи навыки затем пригодились в жизни. В 1946 он на деньги гранта совершил поездку в Тихуану (Мексика), Новый Орлеан и Нью-Йорк. В 1948 вступил в брак с актрисой Барбарой Гросс. В 1955 они, однако, расстались. Ал Хелд после этого стал его другом на всю жизнь.
В 1956 Блейден переехал в Нью-Йорк. Познакомившись с группой деятелей искусства, совместно организовавших Галерею Брата (одну из галерей на 10-й Улице), художник смог выставляться там. Его работы этого периода отличаются от преисполненных романтизма более ранних произведений. В 1966 он продемонстрировал свою состоящую из трёх частей работу Three Elements, созданную за год до этого, на выставке Primary Structures Younger American and British Artists в Еврейском музее Нью-Йорка. Эта выставка в целом произвела переворот в мире скульптуры, впервые заставив общество говорить о таком направлении, как минимал-арт.
В 1974—1976 был приглашённым лектором в Колумбийском Университете в Нью-Йорке. Позже Блейден преподавал в школах дизайна и искусств.